# 용아초등학교
용아초등학교는 대한민국 충청북도 청주시에 있는 공립 초등학교이다.

## 연혁
- 2020년 9월 1일 : 개교